# بافول تشرفناك
بافول تشرفناك (بالسلوفاكية: Pavol Červenák)‏ مواليد 1 يوليو 1987 في براتيسلافا، سلوفاكيا، هو لاعب كرة مضرب سلوفاكي بدأ مسيرته كمحترف سنة 2004 يلعب باليد اليمنى. أعلى تصنيف له في الفردي كان المركز الـ 169 في سنة 2012. أعلى تصنيف له في الزوجي كان المركز الـ 254 في سنة 2013.

## روابط خارجية
- بافول تشرفناك على موقع رابطة محترفي التنس (الإنجليزية)
- بافول تشرفناك على موقع الاتحاد الدولي لكرة المضرب (الإنجليزية)
- بافول تشرفناك على موقع كأس ديفيز (الإنجليزية)
- بافول تشرفناك على موقع خلاصة التنس.كوم (الإنجليزية)